# Дубровская, Татьяна Борисовна
Татьяна Борисовна Дубровская (род. 19 сентября 1969 года, город Волгоград) — государственный и политический деятель. Депутат Государственной Думы пятого созыва, член фракции ЛДПР в Государственной думе V созыва, член комитета по науке и наукоемким технологиям.

## Биография
Татьяна Борисовна родилась 19 сентября в 1969 году, в городе Волгограде.
В 1993 году завершила обучение и получила диплом о высшем образовании Московского государственного университета, физический факультет. В 2004 году окончила обучение в Университете Российской академии образования, специализация "Математические модели в экономике".
В 1992 году и на протяжении шести лет до 1998 года трудилась бухгалтером и начальником отдела в ряде фирм.
С 1998 по 2004 год работала в группе компаний «Базовый элемент", занимала руководящие посты в структуре, принадлежащей Олегу Дерипаске.
В 2005 году стала работать первым заместителем генерального директора компании «Металлоинвест» Алишера Усманова.
Работала в высшем менеджменте в ЗАО «Биокад»  и в страховой компании «Ингосстрах».
В декабре 2007 года на выборах депутатов государственной Думы пятого созыва избрана депутатом по избирательному округу №42 в городе Москве. В Государственной Думе занимала должность члена комитета по науке и наукоемким технологиям. Член фракции ЛДПР в Государственной думе V созыва», хотя членом партии не являлась. Срок полномочий завершился в 2011 году.
По версии журнала Forbes, в 2011 году депутат Дубровская заработала 117,4 миллиона рублей и стала 44 номером списка среди членов Федерального Собрания.
Замужем, воспитала троих детей.